# Hermitage (Pensylwania)
Hermitage – miasto w Stanach Zjednoczonych, w stanie Pensylwania, w hrabstwie Mercer.